# Gare de Ribeirão Pires–Antônio Bespalec
La gare de Ribeirão Pires–Antônio Bespalec (en portugais Estação Ribeirão Pires–Antônio Bespalec) est une gare ferroviaire de la ligne 10 (Turquoise) de la Companhia Paulista de Trens Metropolitanos (CTPM). Elle est située rue Capitão Jose Galo dans le centre de la municipalité de Ribeirão Pires dans l'État de São Paulo, au Brésil.
La gare, nommée Ribeirão Pires, est mise en service en 1885 et elle est renommée du nom actuel en 2016.

## Situation ferroviaire

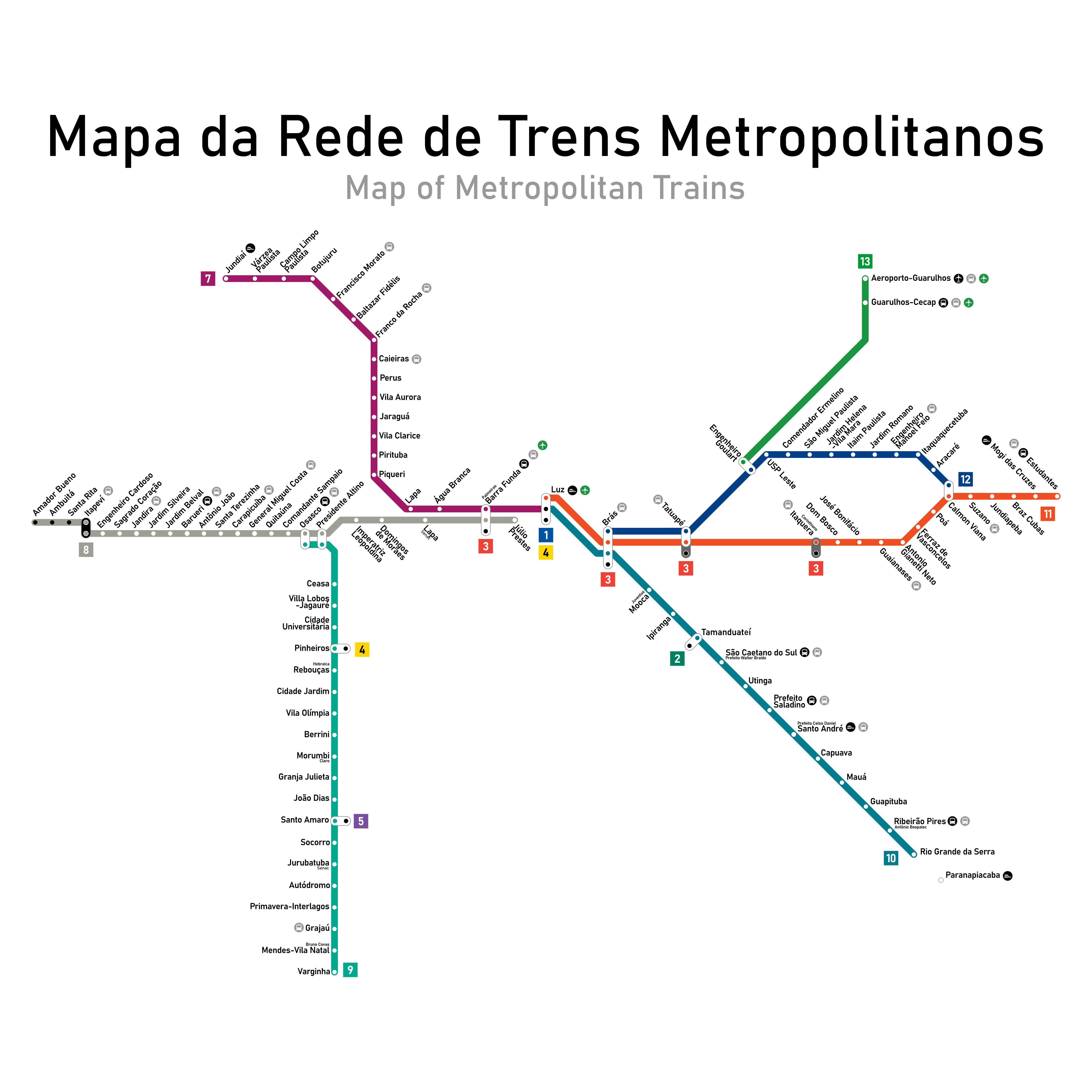
Plan des lignes de la CPTM (2020).

Établie à 751 mètres d'altitude, la gare de Ribeirão Pires–Antônio Bespalec est située sur la ligne 10 (Turquoise) de la Companhia Paulista de Trens Metropolitanos (CTPM), entre la gare de Guapituba, en direction de la gare terminus de Brás, et la gare terminus de Rio Grande da Serra. 

## Histoire

### Première gare

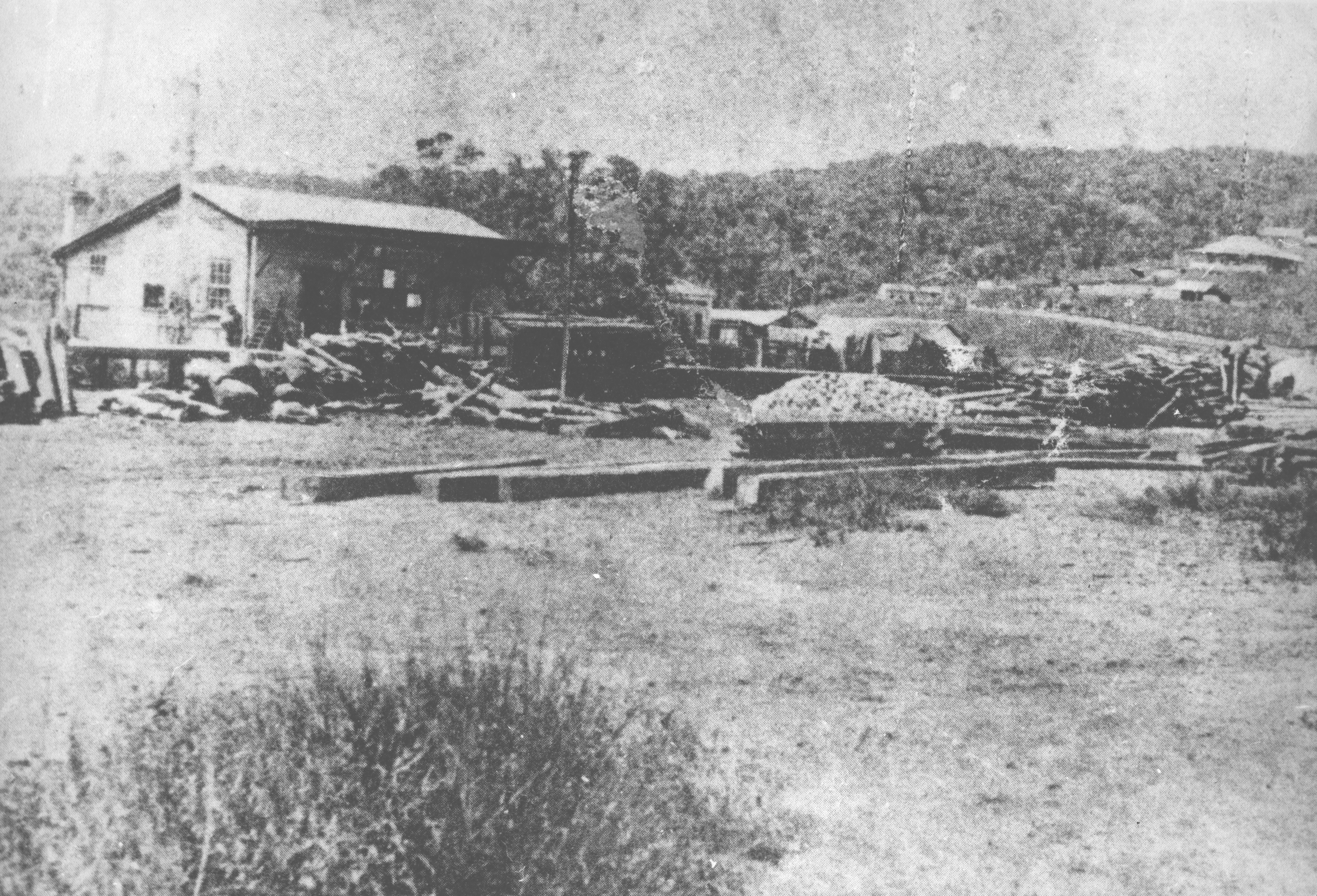
Première gare, 1885.

La gare, alors dénommée Ribeirão Pires, est mise en service le 1er mars 1885, par le São Paulo Railway (SPR), sur sa ligne de chemin de fer reliant Santos et Jundiaí, via São Paulo. Il s'agit alors d'une petite gare de passage.
Peu après son ouverture, une colonie d'italiens s'installe près de la gare et commence à y édifier des bâtiments, dont une église, et ouvrir plusieurs rues. En 1890 le village est devenu suffisamment important pour qu'au mois de mai ai lieu l'ouvrture du bureau de poste de Ribeirão Pires. La desserte voyageurs est faible avec seulement deux aller-retour quotidien avec São Paulo.

### Deuxième gare

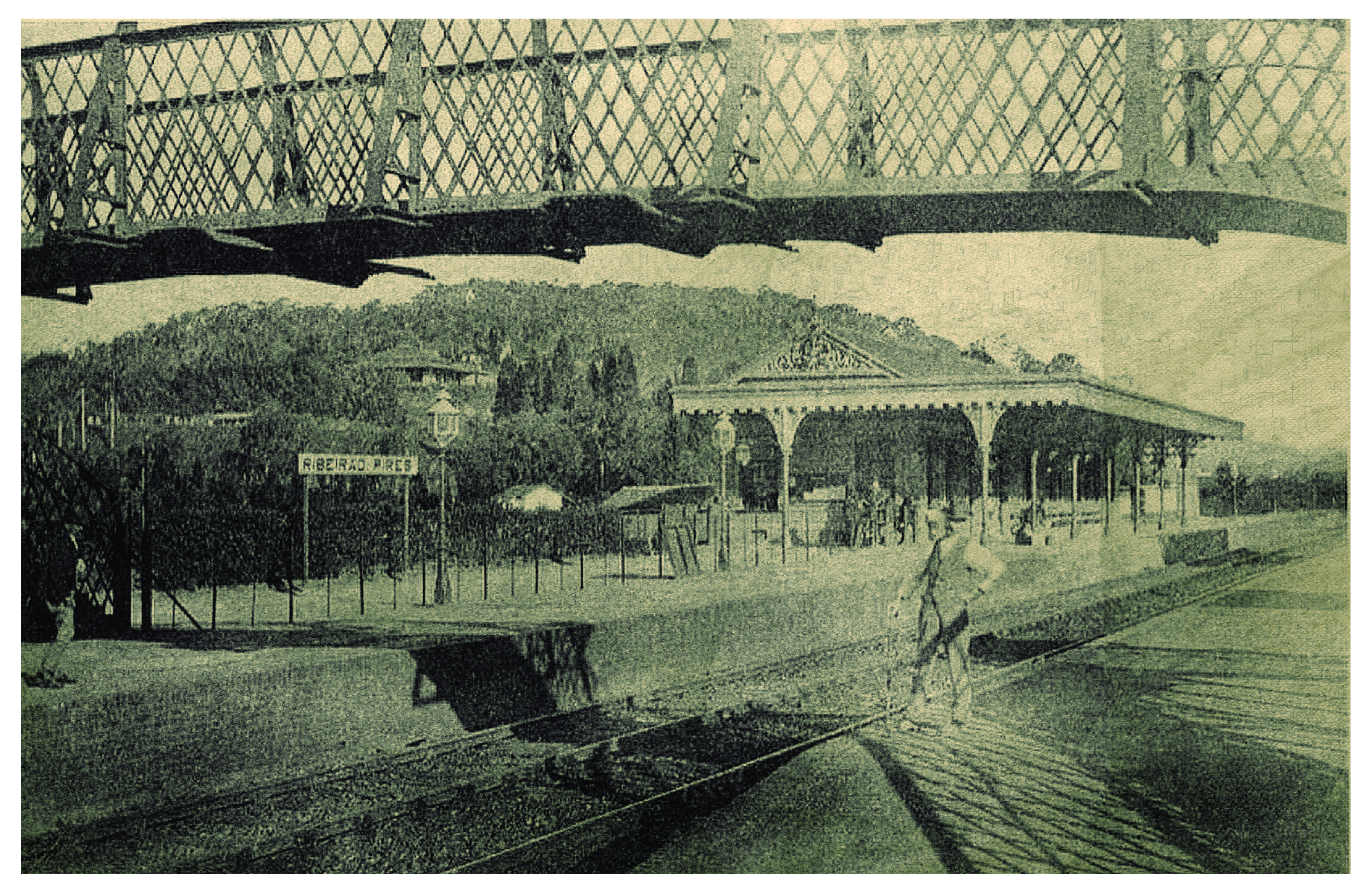
La nouvelle gare en 1910.

Un décret du 2 avril 1895 décide la pose d'une deuxième voie, prévue lors de la construction de la ligne, et la construction de « gares définitives et entrepôts en maçonnerie dans toutes les gares de la ligne ». En 1899, la nouvelle gare est en cours de finitions et elle est inaugurée le 1er janvier 1900. C'est une gare de banlieue de type troisième classe. Elle dispose d'une billetterie, de l'habitation du chef de gare, d'un télégraphe, d'une passerelle anglaise, d'un entrepôt, en maçonnerie, et d'un lieu pour la réserve.
En 1953, le village, qui c'est beaucoup développé, devient une municipalité.
La gare est renommée Ribeirão Pires–Antônio Bespalec en 2016. Ce nom est celui d'une personnalité de la municipalité morte en 2008. C'était un architecte et urbanisme responsable d'importants travaux dans la ville, membre de l'administration de l'ancienne municipalité il a été candidat à la mairie en 1996. Il lègue son héritage à la ville.
La gare est desservie par le service 710 de la CPTM à partir du 4 mai 2021.

## Service des voyageurs

### Accueil
La gare est accessible par la rue Capitão Jose Galo, elle dispose d'aménagements et services pour les personnes à la mobilité réduite.

Installations
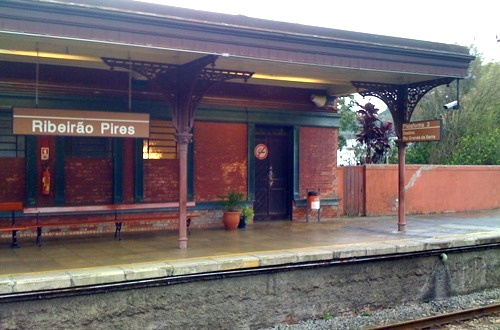
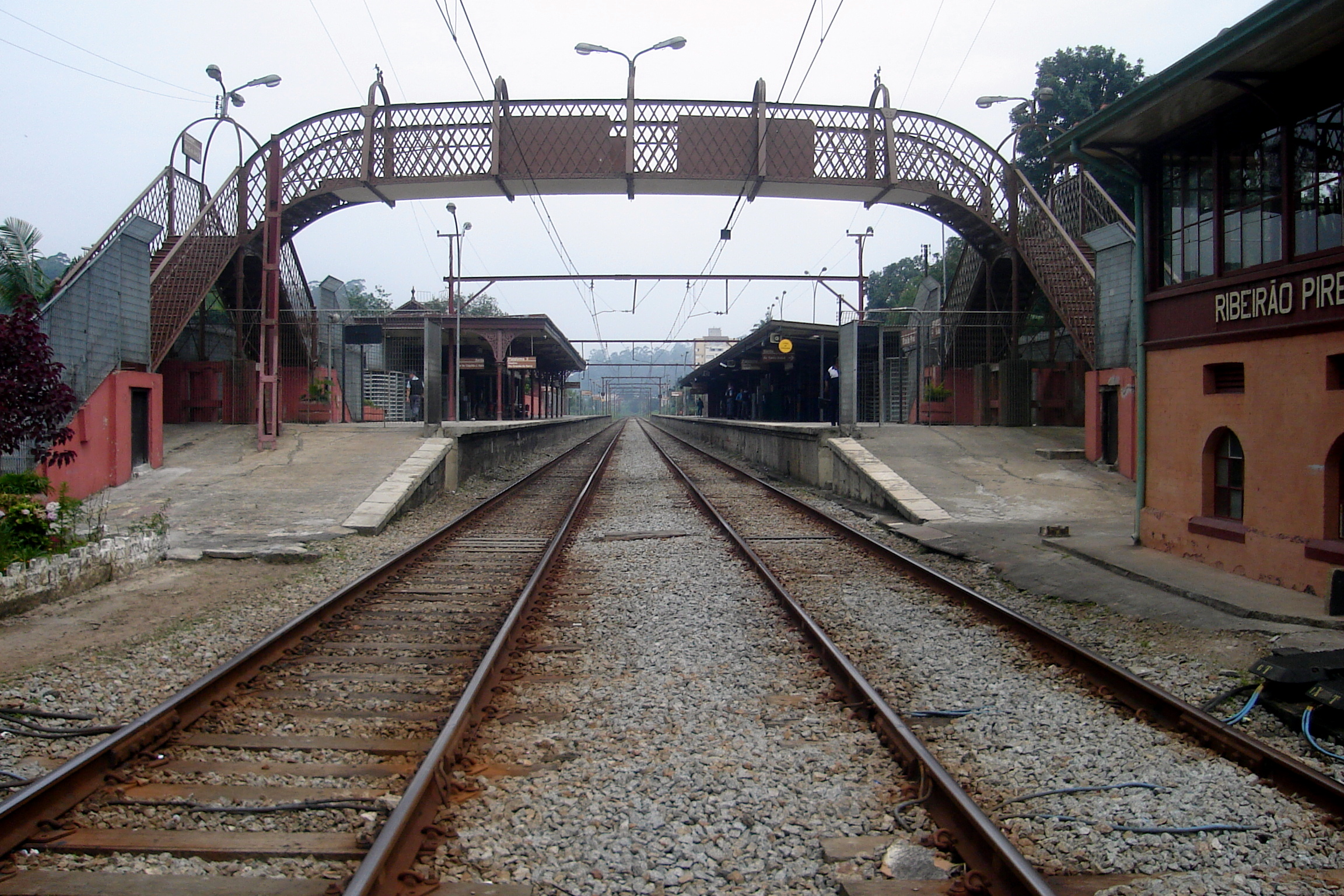
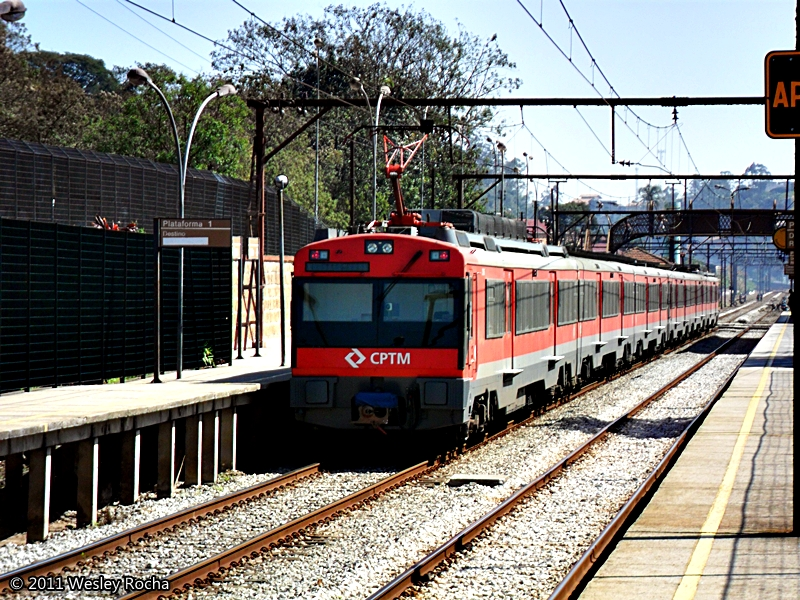

### Desserte
Service 710 : circulations sur la relation Jundiaí - Rio Grande da Serra, via Brás (ce qui correspond à une unification des lignes 7 et 10). Cette desserte a lieu tous les jours, y compris les week-ends et les jours fériés, de 4 h à minuit. Cette relation dessert 31 gares, approximativement en 2 h 8 min. Aux heures de pointes du matin et de la fin de l'après-midi  l'écart entre les trains est, à la station, de 12 minutes.

Ligne service 710
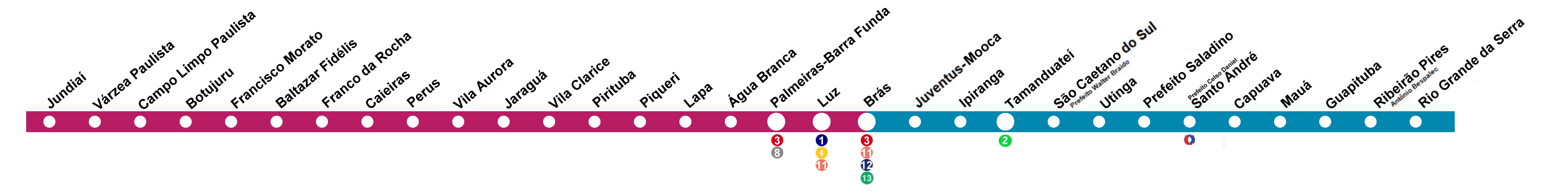

### Intermodalité
La gare est en correspondance intégrée avec les stations de bus interurbains et urbains.

## Patrimoine ferroviaire
Le Conselho de Defesa do Patrimônio Histórico (CONDEPHAAT) a répertorié la gare et sa cour en juin 2010.